# Uenoidae
Uenoidae  (лат.) — семейство ручейников подотряда Integripalpia.

## Распространение
Голарктика и Юго-восточная Азия. В России 1 род (Neophylax) и 2 вида, распространённые на Дальнем Востоке.

## Описание
Среднего размера ручейники, крылья имеют размах до 45 мм. Глаза крупные, выступающие. Усики с нижней стороны зубчатые, тонкие. Нижнечелюстные щупики самок состоят из 5 члеников (у самцов — из трёх). Число шпор на передних, средних и задних ногах равно 1(2), 2(4) и 2(4) соответственно. Личинки живут на дне водоёмов с холодным и быстрым течением, в основном, горные речки и ручьи; альгофаги-соскребатели. Домики в виде трубки из песка, камешков и шёлка.

## Систематика
2 подсемейства и около 10 родов.
- Thremmatinae Martynov, 1935
  - Neophylax McLachlan, 1871
    - Neophylax relictus (Martynov, 1935)
    - Neophylax ussuriensis (Martynov, 1914)

  - Oligophlebodes Ulmer, 1905
  - Thremma McLachlan, 1876
- Uenoinae Iwata, 1927
  - Farula Milne, 1936
  - Neothremma Dodds & Hisaw, 1925
  - Sericostriata Wiggins, Weaver, & Unzicker, 1985
  - Uenoa Iwata, 1927